# Stor-Rensjön, Ångermanland
Stor-Rensjön är en sjö i Sollefteå kommun i Ångermanland och ingår i Ångermanälvens huvudavrinningsområde. Sjön har en area på 1,04 kvadratkilometer och ligger 302,9 meter över havet. Sjön avvattnas av vattendraget Stor-Lungnan (Håsjöån).

## Delavrinningsområde
Stor-Rensjön ingår i det delavrinningsområde (704382-152014) som SMHI kallar för Utloppet av Stor-Rensjön. Medelhöjden är 315 meter över havet och ytan är 7,88 kvadratkilometer. Räknas de 7 avrinningsområdena uppströms in blir den ackumulerade arean 74,59 kvadratkilometer. Stor-Lungnan (Håsjöån) som avvattnar avrinningsområdet har biflödesordning 4, vilket innebär att vattnet flödar genom totalt 4 vattendrag innan det når havet efter 153 kilometer. Avrinningsområdet består mestadels av skog (56 procent) och sankmarker (16 procent). Avrinningsområdet har 1,29 kvadratkilometer vattenytor vilket ger det en sjöprocent på 16,3 procent.